# ژانگموتو
ژانگموتو (به لاتین: Zhangmutou) یک شهرک در جمهوری خلق چین است که در دونگوان واقع شده‌است.